# Bunium chabertii
Bunium chabertii är en växtart i släktet jordkastanjer och familjen flockblommiga växter.
Arten förekommer i Algeriet. Den beskrevs först av Jules Aimé Battandier som Carum chabertii och fick sitt nu gällande namn av samme Battandier 1904.